# ルクセンブルク大公宮

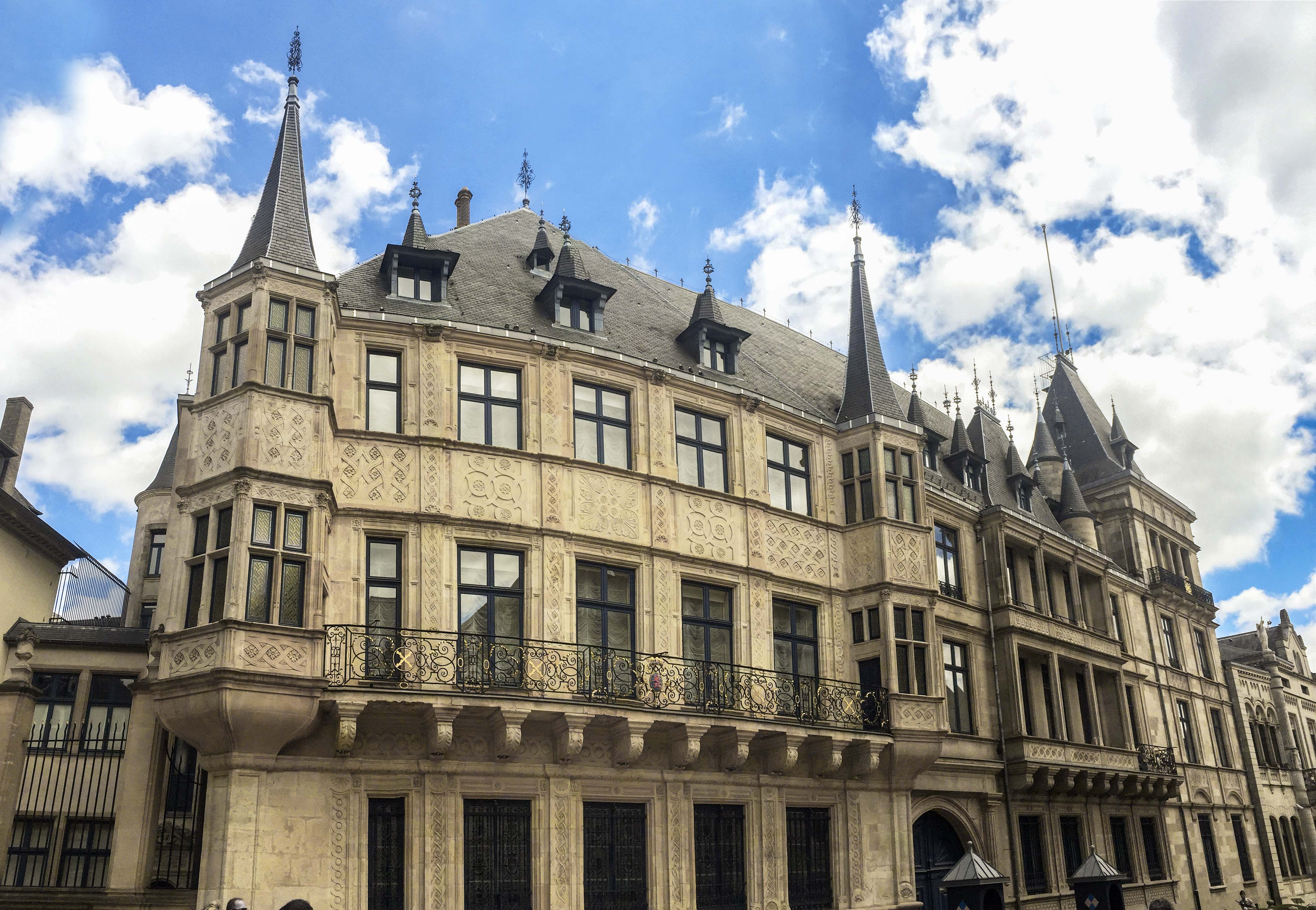
大公宮のファサード

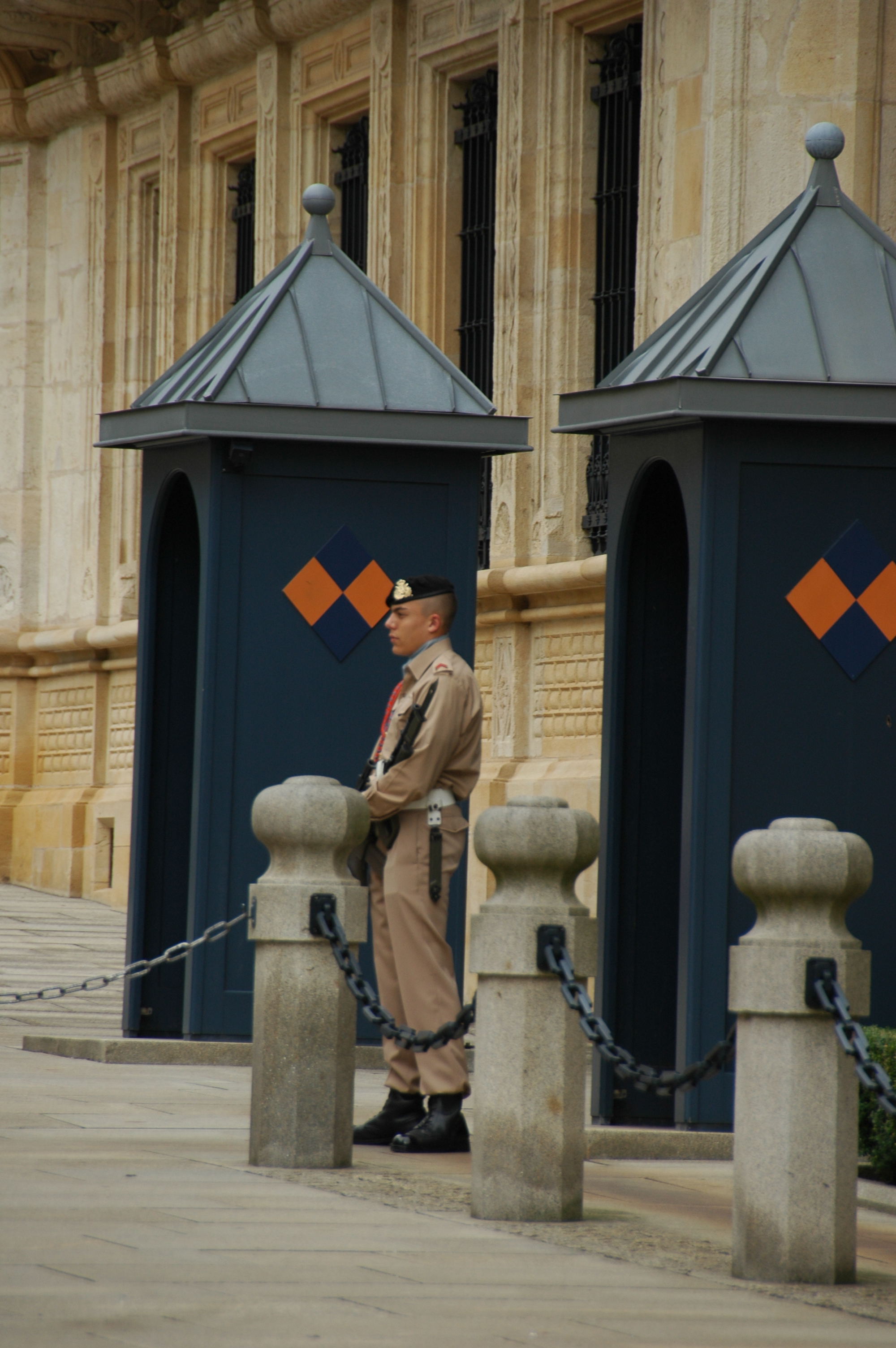
リュクサンブール宮殿の前の警備

ルクセンブルク大公宮（ルクセンブルクたいこうきゅう、ルクセンブルク語:Groussherzogleche Palais,仏: Palais grand-ducal,独: Großherzogliches Palais) は、ルクセンブルクの南部、ルクセンブルク市にある宮殿。ルクセンブルク大公の官邸であり、大公国の国家元首としての務めの大半を行う場所である。

## 歴史
この建物は、最初は、1572年から1795年までルクセンブルクの市庁舎であり、1795年にはフォレ県の県庁舎であり、1817年はルクセンブルク政府の本部だった。1817年から、宮殿がオランダの大公の代表である総督の庁舎になった。ヘンドリック王子が中尉の時、ルクセンブルクの代表として使った。建物の内装は、ギヨーム3世大公とエンマ大公妃の来訪の準備として、1883年に改装された。
1890年に、ナッサウ＝ヴァイルブルク家が継承して、宮殿は専ら大公一家のみの利用になった。アドルフ大公の下で、包括的に改装され、一家の私室や賓客の宿泊部屋を含む新館がベルギーの建築家ジェデオン・ボルディアウとルクセンブルグの国家建築家lb:Charles Arendtによって建てられた。 
第二次世界大戦中、ドイツによる占領下においては、宮殿はナチスによりコンサートホールや宿場として使われた。宮殿にあった家具類や芸術品、宝石類のほとんどが荒れ果てた。大きな卍の旗が、フロントに掲揚された。1945年にシャルロット女大公が亡命先から帰還して、宮殿は再び大公の邸宅になった。
シャルロット女大公の監督の下、宮殿は1960年代に改装され、1991年から1996年にかけて完全に修復された。宮殿の内装は、モダンな趣味と快適さの基準に合うように定期的に改装されている。
1945年から1966年までen:Grand Ducal Guardが、宮殿で儀式の警備を行っていた。1966年から現在まで、ルクセンブルク軍の兵士が警備の任務に就いている。

## 現在の宮殿
大公の官邸として、宮殿は公務を遂行する目的で使われている。大公夫妻は、スタッフと一緒に、宮殿に執務室を構え、一階の特別室は様々な会議や会見で使われている。クリスマスイブでは、大公のクリスマスメッセージがイエロールームから放送される。
ルクセンブルクに公式訪問中、外国の国家元首は大公夫妻の賓客として宮殿に滞在し、大宴会場は名誉を称えて晩餐会が行われる。年間を通して、政府や代議院のメンバーのために行われる新年の宴会など、他の多くの宴会が宮殿で開催される。